# 卡姆小金发藓
卡姆小金发藓（学名：Pogonatum camusii），又名碎发藓，为土马鬃科小金发藓属下的一个种。

## 扩展阅读
- 維基物種上的相關：卡姆小金发藓